# 武家屋敷通り (佐倉市)

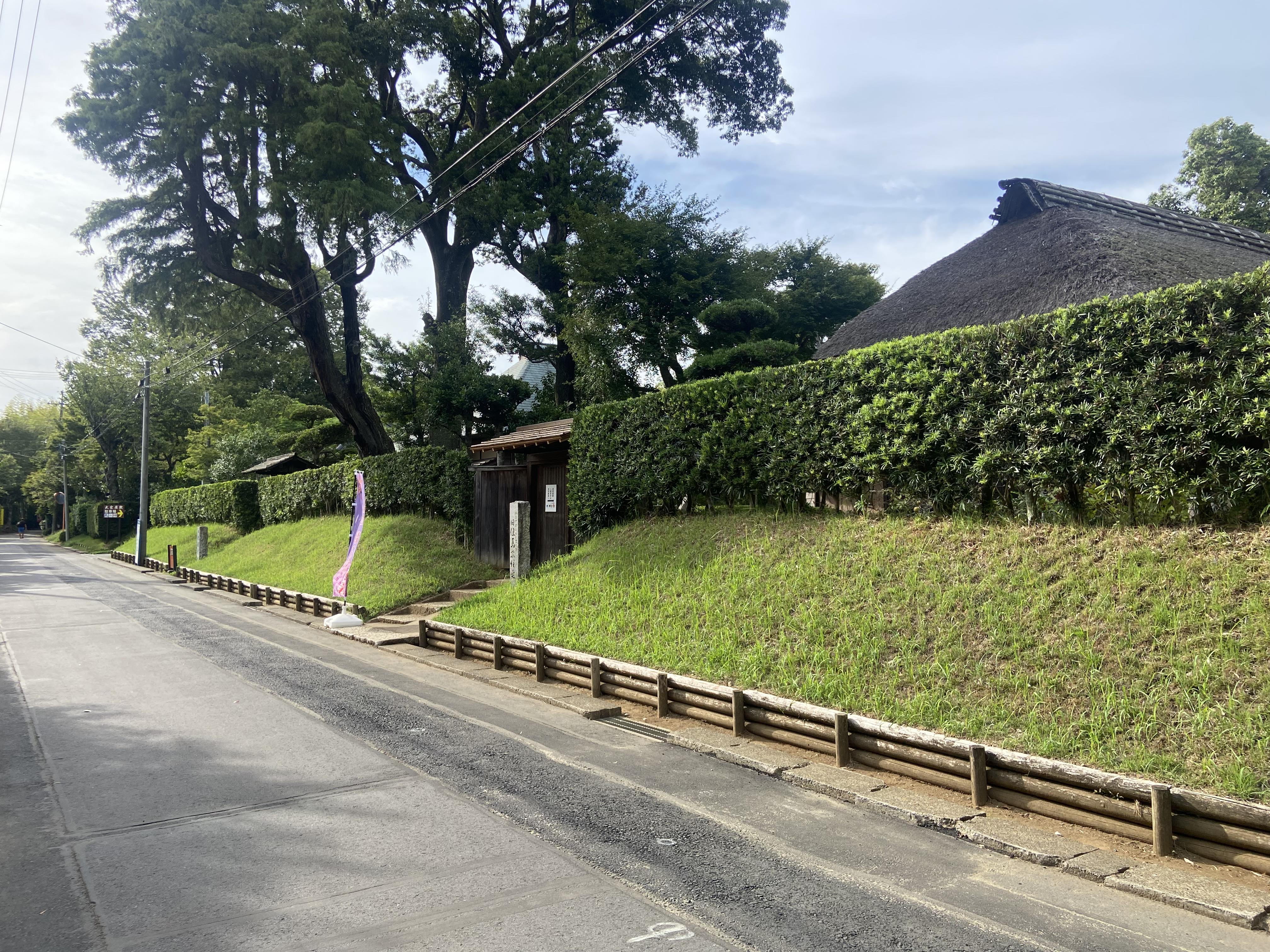
佐倉市 武家屋敷通り

武家屋敷通り（ぶけやしきどおり）は、城下町佐倉の面影を残す場所として千葉県佐倉市宮小路に保存されている。2023年現在この場所には旧河原家住宅、急但馬家住宅、旧武居家住宅の3つがあり公開されている。いずれも江戸後期の建築で佐倉藩士が暮らしていた。
2016年4月、北総四都市江戸紀行のひとつとして日本遺産に認定され、また武家屋敷を含むこのエリアが房総の魅力500選に選ばれている。
この項では隣接する「サムライの古径（こみち）ひよどり坂」についても記す。

## 歴史
江戸時代後期の建物で、この屋敷から当時の武士の生活を偲ぶことができる。佐倉城のあったこの町には、江戸時代に多くの武家屋敷が立ち並んでいた。廃藩置県以降は城跡に陸軍の兵営が設置され、これら武家屋敷はそのまま軍人屋敷として転用された時代もあった。

## 沿道の武家屋敷
武家屋敷は、木々に覆われた台地に、東から旧河原家、旧但馬家、旧武居家の順に、大小3種類の武家屋敷があり、一般公開されている。佐倉武家屋敷の特徴は、道路に面して築かれた土塁や生垣で、馬上の武士に敷地内部を見られるのを防ぐ役割をしていたと伝えられている。

### 旧河原家住宅
1845年（弘化2年）の『河原喜右衛門江屋敷相渡帳』に記載があることから、18世紀中盤の建築と推定されており、佐倉市に現存する武家屋敷では最古のものと言われている。公開されている3軒の中では敷地が最大。1985年（昭和60年）3月8日に千葉県の有形文化財（建造物）に指定され、1987年（昭和62年）に佐倉市に寄贈された。1845年（弘化2年）の『河原喜右衛門江屋敷相渡帳』を参考に、1989年（平成元年）に移築復元整備がなされた。

### 旧但馬家住宅
19世紀前半の建築と推定されている。誠心流槍術師範であり家禄100石の井口郡内が住んでいた記録がある。その後、岡田陽助が住んでいた記録があり、明治時代に入った1875年に旧佐倉藩士の但馬家がこの屋敷を購入した。旧但馬家住宅は元々この地にあったものでほかの2軒のように移築されたものではない。1989年（平成元年）3月31日に佐倉市の指定文化財となった。2体の甲冑のレプリカが展示されており、イベントとして甲冑試着会も開かれている。

### 旧武居家住宅
江戸時代後半に建てられたと推測される武家屋敷。斎藤氏、依田平内、服部用太郎が居住したとされており、万延以前から明治初頭にかけて、家禄90石の田島伝左衛門・田島育太郎の屋敷となっていた。その後、1900年（明治33年）に武居氏が取得した。1996年（平成8年）に移築復元され、その主屋について、2016年（平成28年）3月に国の文化審議会による部文部科学大臣への答申が行われた。同年8月1日に国の登録有形文化財（建造物）として登録された。

## サムライの古径 ひよどり坂
「サムライの古径 ひよどり坂」は武家屋敷道りに隣接する坂道で、江戸時代に記された城下町の様子を伝える書物と絵図「古今佐倉真佐子」にも登場する、長さ約120メートル（100メートルとの説あり）の古道である。竹垣には四ツ目垣、御簾垣、鉄砲垣などの種類がある。
案内看板の入り口を入ると左右を竹林に囲まれた幻想的な小道が出現する。約100メートルの坂を登りきると武家屋敷が見えてくる。江戸時代にタイムスリップしたかのような気分が味わえるとする資料もある。
総合旅行情報メディア「LINEトラベルjp」で「旅人大賞」の特別賞を受賞した。「SNS映え」で注目された。

## その他
佐倉市が企画協力したサムライロールプレイングゲーム『天倫（てんりん）の桜』では、舞台が武家屋敷通りに設定されており、キャラクター名に但馬、武居などが使用されている。